# Mickey's Storybook Express
Mickey's Storybook Express est une parade de jour du parc Shanghai Disneyland à Shanghai. La parade Mickey's Storybook Express a été lancée le 16 juin 2016 à l'ouverture du parc.

## La parade
- Première représentation : 16 juin 2016

Les chars :
- Le char d'ouverture prend la forme de la locomotive Casey Junior surmontée de Dumbo et de la souris. Ce train est conduit par Mickey et Donald. Les personnages de Minnie, Daisy, Dingo, Pluto et Tic et Tac marchent autour de cette locomotive. Les sept nains suivent la marche.
- Le char Toy Story : Basé sur l'univers du film Pixar, l'unité comprend un grand nombre de personnages dont Woody, Jessie, Buzz l'Éclair, les soldats verts, M. Patate, Rex, Bayonne et Zigzag.
- Le char Raiponce : Flynn Rider et Raiponce prennent place sur ce char entouré de danseurs.
- Le char Nemo : Basé sur le film Le Monde de Nemo, il présente Marin et Dory, dans la gueule d'un pélican entouré des mouettes. Ce char présente des similitude de thème avec celui présenté à Tokyo Disneyland sur Happiness is Here Parade, bien que la version de japonaise soit plus stylisée.
- Le char Reine des Neiges : Précédé par des danseurs habillés de flocons de neiges, le char représente un traîneau tiré par Sven, dans lequel est installé Olaf. Derrière eux culmine le château de glace d'où saluent Anna et Elsa. Le char est suivi d'une immense marionnette représentant Marshmallow le monstre de neige.
- Le char Mulan : Il représente Fa Mulan en tenue de guerrier, chevauchant un énorme cheval ornementé.
- Le char final : Il représente un wagon, faisant référence à la locomotive qui ouvre la parade. Les personnages Judy Hopps et Nick Wilde de Zootopie (auparavant Timon et Rafiki) saluent la foulent accompagnés à l'arrière du wagon par Marie des Aristochats, Pinocchio, Captaine Crochet, Stitch, M.Indestructible et Elastigirl. Le Génie d'Aladdin est sur le toit de ce wagon. Winnie l'ourson, Tigrou, Bourriquet et des danseurs terminent le cortège.

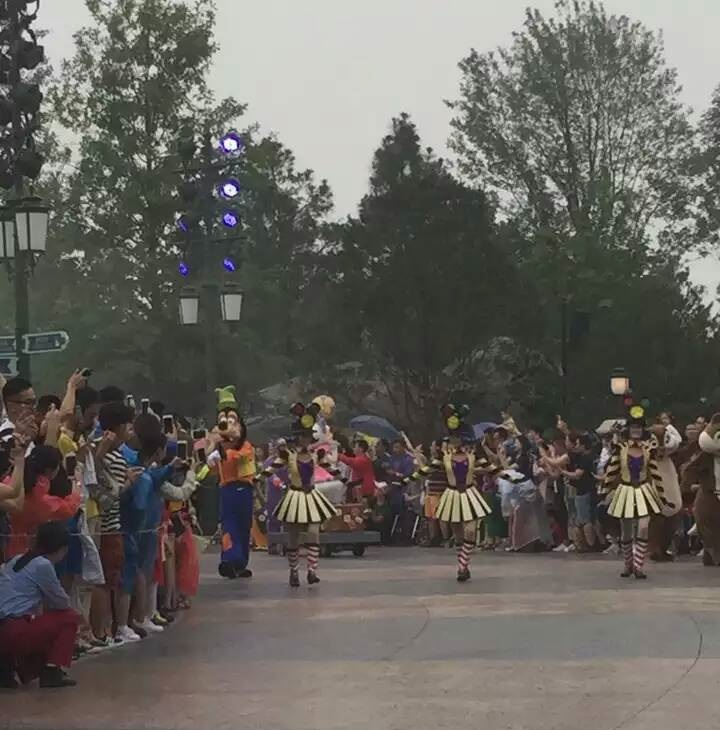
premiers danseurs de la parade
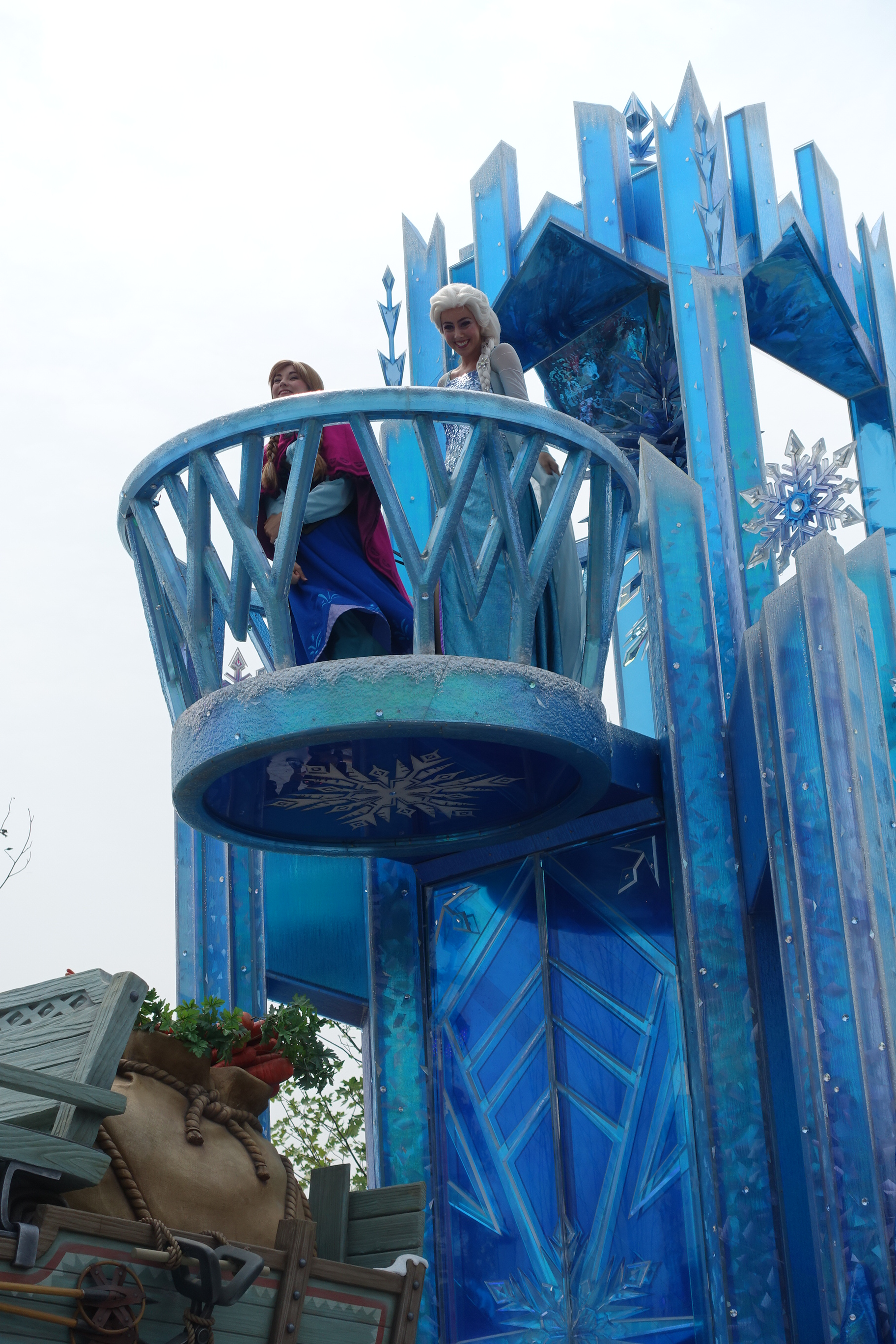
Anna et Elsa
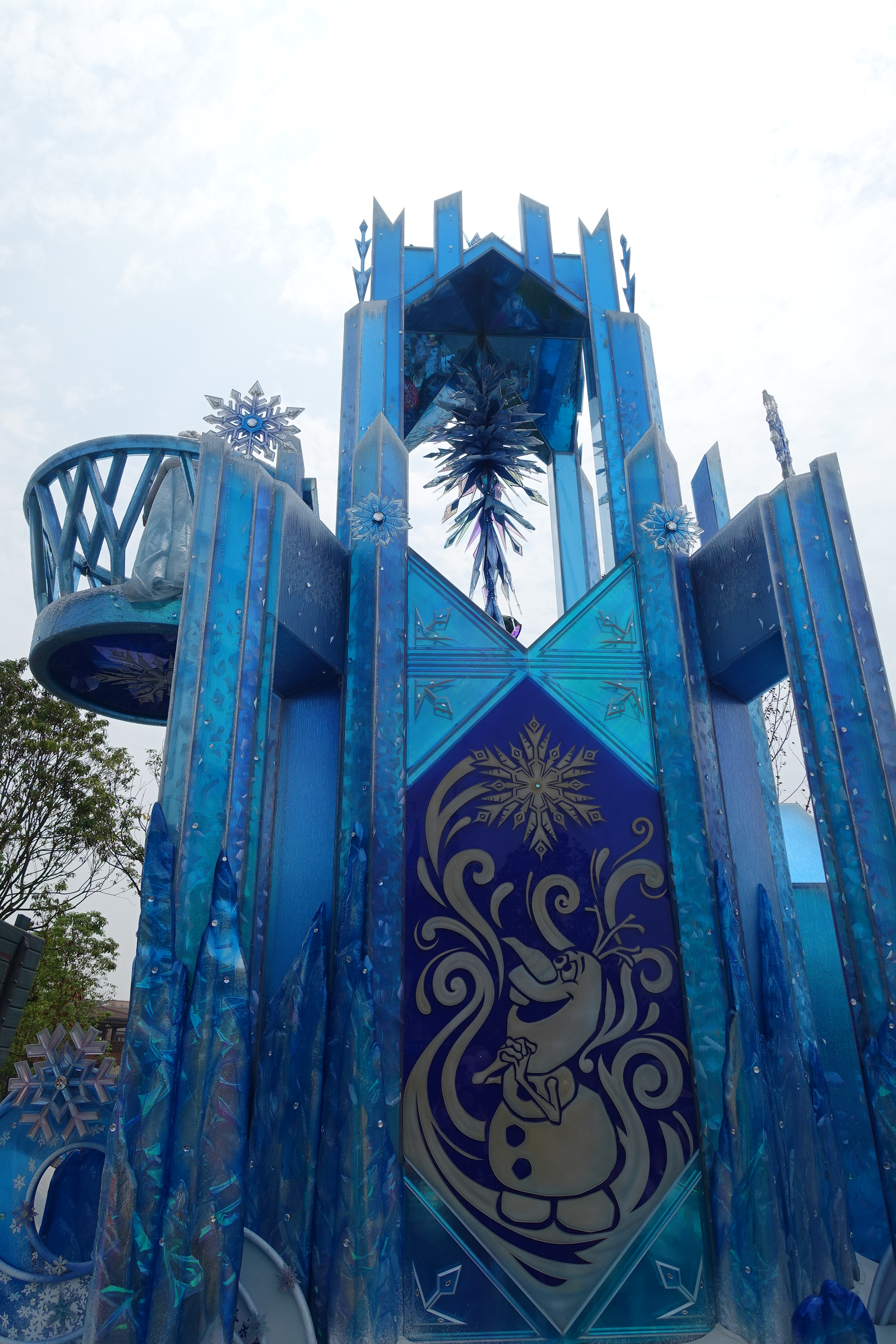
Château de glace avec Olaf